# Мартіна Трайдос
Мартіна Трайдос (5 квітня 1989 , Белхатув, Лодзинське воєводство ) — німецька дзюдоїстка, бронзова призерка Олімпійських ігор 2020 року, призерка чемпіонатів світу та Європи.

## Спортивні результати на міжнародних змаганнях

### Виступи на Олімпіадах
| Змагання                    | Місце проведення         | Вагова категорія | Місце       |
| --------------------------- | ------------------------ | ---------------- | ----------- |
| Літні Олімпійські ігри 2016 | Ріо-де-Жанейро, Бразилія | до 63 кг         | 1/8 фіналу  |
| Літні Олімпійські ігри 2020 | Токіо, Японія            | до 63 кг         | 1/16 фіналу |
| Літні Олімпійські ігри 2020 | Токіо, Японія            | змішана команда  | Бронза      |

### Виступи на Чемпіонатах світу
| Змагання                     | Місце проведення         | Вагова категорія | Місце       |
| ---------------------------- | ------------------------ | ---------------- | ----------- |
| Чемпіонат світу з дзюдо 2013 | Ріо-де-Жанейро, Бразилія | до 63 кг         | 7 місце     |
| Чемпіонат світу з дзюдо 2014 | Челябінськ, Росія        | до 63 кг         | 7 місце     |
| Чемпіонат світу з дзюдо 2014 | Челябінськ, Росія        | жіноча команда   | Бронза      |
| Чемпіонат світу з дзюдо 2015 | Астана, Казахстан        | до 63 кг         | 1/16 фіналу |
| Чемпіонат світу з дзюдо 2017 | Будапешт, Угорщина       | до 63 кг         | 5 місце     |
| Чемпіонат світу з дзюдо 2018 | Баку, Азербайджан        | до 63 кг         | 5 місце     |
| Чемпіонат світу з дзюдо 2019 | Токіо, Японія            | до 63 кг         | Бронза      |
| Чемпіонат світу з дзюдо 2021 | Будапешт, Угорщина       | до 63 кг         | 1/16 фіналу |

### Виступи на Чемпіонатах Європи
| Змагання                      | Місце проведення   | Вагова категорія | Місце   |
| ----------------------------- | ------------------ | ---------------- | ------- |
| Чемпіонат Європи з дзюдо 2012 | Челябінськ, Росія  | до 63 кг         | участь  |
| Чемпіонат Європи з дзюдо 2013 | Будапешт, Угорщина | до 63 кг         | участь  |
| Чемпіонат Європи з дзюдо 2014 | Монпельє, Франція  | до 63 кг         | 7 місце |
| Європейські ігри 2015         | Баку, Азербайджан  | до 63 кг         | Золото  |
| Європейські ігри 2015         | Баку, Азербайджан  | жіноча команда   | Срібло  |
| Чемпіонат Європи з дзюдо 2017 | Варшава, Польща    | до 63 кг         | 5 місце |
| Чемпіонат Європи з дзюдо 2017 | Варшава, Польща    | жіноча команда   | Бронза  |
| Чемпіонат Європи з дзюдо 2018 | Тель-Авів, Ізраїль | до 63 кг         | Бронза  |
| Європейські ігри 2019         | Мінськ, Білорусь   | до 63 кг         | 5 місце |
| Чемпіонат Європи з дзюдо 2020 | Прага, Чехія       | до 63 кг         | Бронза  |